# Estornell cuallarg
L'estornell cuallarg (Lamprotornis caudatus) és una espècie d'ocell de la família dels estúrnids (Sturnidae). Habita les sabanes i matollars secs de l'Àfrica Occidental i Central, ocupant una franja contínua que va des del Senegal fins al Sudan del Sud. També se'l troba en jardins rurals. El seu estat de conservació es considera de risc mínim.